# Saint-Orens-Pouy-Petit
Saint-Orens-Pouy-Petit är en kommun i departementet Gers i regionen Occitanien i sydvästra Frankrike. Kommunen ligger i kantonen Valence-sur-Baïse som tillhör arrondissementet Condom. År 2022 hade Saint-Orens-Pouy-Petit 178 invånare.

## Befolkningsutveckling
Antalet invånare i kommunen Saint-Orens-Pouy-Petit
Referens:INSEE